# 豊崎由里絵
豊崎 由里絵（とよさき ゆりえ、1988年5月9日 - ）は、アミューズに所属するフリーアナウンサーで保育士。毎日放送（MBS）の元アナウンサーで、退社後の2020年からYouTuberとしても活動している。

## 来歴
兵庫県明石市の出身。同郷で、NHKのアナウンサーだった久保純子への憧れから、小学生時代からアナウンサーを志す。その一方で、中学校で吹奏楽部へ入ったことを機に、部長を務めるほどクラリネットの演奏に熱中していた。
中学校卒業後は、兵庫県立西宮高等学校音楽科への進学を経て、八王子高等学校（現八王子学園八王子高等学校）の芸術コースへ転校。転校を機に単身で上京すると、全国屈指の実績を有する吹奏楽部で演奏の指導を受けるかたわら、クラリネット奏者に師事していた。
八王子高校から芸術系大学への進学を目指していたが、実際には進学に至らなかったことから、進路を変更したうえで青山学院大学社会情報学部に第2期生として入学。入学後は、TBSアナウンススクールでアナウンスの研鑽を積みながら、日テレイベンツで「日テレイベコン」（イベントコンパニオン）としても活動していた。コンパニオン時代の同期生に、当時早稲田大学の学生だった井上彩香（鹿児島テレビアナウンサー）がいる。また、国内外でのフルマラソン大会出場（詳細後述）なども経験。2010年には、8ヶ月間にわたる語学留学でアメリカ・マサチューセッツ州のボストンに滞在していた。
大学卒業後の2013年に、アナウンサーとして毎日放送へ入社した。同期には、一般職で採用された遠藤雄樹（入社後に報道局ニュースセンターの記者などを歴任）などがいる。同局入社後は、2013年7月18日に、ラジオで11時台「MBSニュース」（『上泉雄一のええなぁ!』への内包分）の担当アナウンサーとして番組デビュー（初鳴き）を果たした。テレビでは、同年8月2日放送分の『ちちんぷいぷい』に自己紹介を兼ねて初めて出演すると、8月5日から同月9日にかけて放送された「夏休み未来にご縁スペッシャル!!!」で、毎日放送本社前から生放送のオープニングコーナー「みんなで食べよう! 真夏のスイカ開き!」を担当。曜日ごとに異なる特技（詳細後述）を披露したうえで、来場者から毎日先着100名に、スイカの被り物を被って浴衣姿でカットスイカを配布していた。10月27日に開催の「第3回大阪マラソン」には、大学生時代のマラソン経験（詳細後述）を買われて、先輩アナウンサー山中真と共に『ちちんぷいぷい』の出演者代表として出場。「最後まで歩かずに完走する」という目標の下で、過去に同番組から出場した女性アナウンサーでは当時最も速いタイム（4時間50分50秒）で完走した。
2014年には、4月9日から『ちちんぷいぷい』の水曜日、5月5日から『痛快!明石家電視台』（MBSテレビ）でそれぞれアシスタントに起用。『ちちんぷいぷい』では、同年10月10日から2015年3月27日まで、金曜日のアシスタントも務めていた。2015年の4月改編では、当時1回目の産前産後休暇に入っていた先輩アナウンサー松本麻衣子からエンディングコーナー（「血液型ぷいぷい占い」→「ラッキーワードくじ」）のナレーター、TBSテレビアナウンサー（当時）の枡田絵理奈（現在はフリーアナウンサー）から『プレバト!!』のアシスタントを引き継いだ。さらに、毎日放送が主催・関与する音楽イベント（「サントリー1万人の第九」など）で、司会・進行役を任されていた。
2016年には、毎日放送が開局65周年記念特別企画の一環として10月13日（木）から16日（日）まで開催した「MBSプロデュース　豪華客船　神戸発着3泊4日の旅『ドリームズ・カム・クルーズ』」へ、先輩アナウンサーの大吉洋平と共にクルーとして全日程へ同行。『ちちんぷいぷい』『せやねん!』『あっぱれ!屋久島ツアー 神秘の島でパワーをもらっちゃおうスペシャル』（同局および南日本放送との共同制作・相互ネットによる毎日放送開局65周年記念特別番組）向けの生中継に登場したほか、船内のイベントで司会を務めたり、船内で開かれた「コトノハ朗読会」で朗読や早口言葉を披露したりしていた。このクルーズ以外にも、開局65周年を記念した特別番組で、進行役やリポーターを務めることが相次いだ（詳細後述）。
2017年には、『ちちんぷいぷい』のレギュラー出演者を代表して、3月12日開催の「第5回淀川寛平マラソン」へ参加。先輩アナウンサーの山中・大吉・松川浩子および、気象予報士の広瀬駿とチームを組んだうえで、同年から新設された「42.195 km駅伝部門」最終区間（5区：5 km）へ出走したところ、チームの目標タイム（3時間55分）を上回る3時間16分3秒（59チーム中9位）という記録での完走に貢献した。同年7月3日、2歳年上の毎日放送局員との結婚を発表。結婚後も、旧姓の「豊崎」を放送上の名義に使いながら、アナウンサーとしての活動を続けている。
2019年10月31日付で毎日放送を退社した。同局のアナウンサーとして最後に出演した番組は、退社の直前にゲストとして収録へ参加した『痛快!明石家電視台』（退社後の11月25日に放送の「実際どうなん!? MBSアナウンサー22人大集合」）。同局退社翌日（2019年11月1日）からは、育児を優先しながら、フリーアナウンサーとして活動している。退社の当初は特定の事務所へ所属せずにナレーターとして『ミント!』へ関わり続けていたが、2020年2月1日からアミューズに所属。夫が毎日放送に豊崎の退社後も勤務していることや、自身がマイペースによる育児と仕事の両立を望んでいることから、所属後も大阪府内での生活を続けていた。2020年4月17日からは、YouTubeを皮切りに、アメーバブログや楽天Room上の「とよチャンネル」でも活動中。アメーバブログ版は、イモトアヤコ、井上裕介（NON STYLE）、雨宮由乙花の公式ブログと共に、同年5月度の「Best Rookie Award」を受賞した。
2021年3月27日に第2子（次男）を出産。2022年に入ってからは、メディアや「とよチャンネル」での活動と並行しながら、保育園の経営を視野に保育士として公立保育園に勤務していた（詳細後述）。夫が同年7月に毎日放送の東京支社へ異動してからは、家族揃って生活の拠点を東京へ移す一方で、フリーアナウンサーとしての活動を関西地方でも継続。

## 現在の主な出演番組
夫の転勤に伴って生活の拠点を東京へ移した2022年7月以降も、在阪局が関西地方で制作する番組へ随時出演している。

### テレビ
- 堀潤 Live Junction（TOKYO MX、 2024年9月30日 - 、平日18:00 - 19:00） - キャスター（月 - 木曜日担当）
  - 前身番組で、2024年9月27日（金曜日）まで平日の早朝に放送されていた『堀潤モーニングFLAG』でも、2023年4月から木曜以外の全曜日でキャスターを務めていた[26]。『Live Junction』の開始後は、第50回衆議院議員総選挙の執行日（同年10月27日）に『堀潤　選挙Junction』（TOKYO MXにおける開票特別番組）のキャスターを担当。
- 「キニナルチョイス」シリーズ（TBSテレビ、 2023年12月末の放送分から「プレゼンター」を担当）
  - TBSショッピングで推奨している商品を紹介する事前収録番組で、『プチブランチ』内の「キニナルチョイス」（関東ローカル放送）、『ひるおび』午前枠内の「ひるおびショッピング　キニナルチョイス」、『もっとキニナルチョイス』（『ひるおび』金曜分の前枠に編成されている関東ローカル番組）に随時出演。

以下はいずれも、フリーアナウンサーへの転身後から出演の頻度が高い番組。
- ちゃちゃ入れマンデー（関西テレビ、2020年3月17日放送分から出演） 
  - 『ちちんぷいぷい』アシスタント時代のメインパーソナリティだった山本浩之と、毎日放送のアナウンサー時代にラジオ番組で何度も共演していた黒田有（メッセンジャー）が、東野幸治と共にMCを担当。最初の出演によって、毎日放送以外の在阪局が制作するテレビ番組に初めて登場した。
- 旬感LIVE とれたてっ!（関西テレビ、2024年7月9日放送分から「コメンテーター」として出演）
  - 平日の午後に関西テレビの本社（大阪市北区）スタジオから生放送を実施しているため、2024年9月までは火曜日（または水曜日）の『堀潤モーニングFLAG』本番終了後に来阪。『堀潤 Live Junction』の放送を開始した2024年10月以降は、同番組でキャスターを担当しない金曜日で出演の機会を増やしている。
  - 関西テレビの制作による平日午後の生放送番組では、2021年3月29日から2年半にわたって放送されていた前番組（『2時45分からはスローでイージーなルーティーンで』→『1時50分からはスローでイージーなルーティーンで』）にも、『堀潤モーニングFLAG』の本番終了後に「スタジオパネラー」として頻繁に出演していた（詳細後述）。
- 教えて!ニュースライブ　正義のミカタ（朝日放送テレビ、2021年6月26日から「ゲストパネラー」扱いで出演）
  - 最初の出演で、第2子の出産後初めてテレビの生放送番組に登場。朝日放送テレビ制作の番組では、2023年1月3日に生放送の新春特別番組『モヤモヤ解SHOW!ニュース大明神～迷えるボクらを導きたまえ!～』でサブMCを務めた（MCは『ちちんぷいぷい』→『ミント!』の金曜日で定期的に共演していた中間淳太）。
- 発見!!食遺産 #あなたのレシピ残させてください （テレビ大阪、関西地方が中心のロケへ「ゲスト」として頻繁に同行）
  - 2022年1月16日放送分[27]（ロケ地： 京都府亀岡市）
  - 2022年1月23日放送分（ロケ地：京都市伏見区）
  - 2022年5月8日[28]・15日[29]放送分（ロケ地：香川県小豆島）
  - 2022年9月11日放送分（ロケ地：滋賀県彦根市）[30]
  - 2022年9月25日放送分（ロケ地：滋賀県守山市）
  - 2023年1月15日放送分（ロケ地：京都府宮津市）[31]
  - 2023年1月22日放送分（ロケ地：滋賀県福知山市）[32]
  - 2023年4月16日放送分（ロケ地：京都市西京区・京都府南丹市）
  - 2023年4月23日放送分（ロケ地：京都府京丹波町）
  - 2023年10月15日放送分（ロケ地：大阪府八尾市）
  - 2023年10月22日放送分（ロケ地：大阪府枚方市）
  - 2024年2月18日・6月23日放送分（ロケ地：福井県小浜市）
  - 2024年2月25日放送分（ロケ地：京都府与謝野町）
  - 2024年6月30日放送分（ロケ地：京都府舞鶴市）

以下はいずれも、フジテレビ制作の全国ネット番組。
- ネプリーグ
  - 2020年8月24日放送分（2時間スペシャル）の「世界インテリ選抜vs日本代表」に、日本代表チームの解答者として徳田聡一朗・渡邊渚・佐久間みなみ（いずれも同年にフジテレビへ入社したアナウンサー）[注 4]と共に初登場。クイズ番組に解答者として出演することは、毎日放送のアナウンサー時代を含めても初めてであった[33]。
  - その後は、2023年12月11日放送分の「女性アナウンサー常識力個人テスト」を皮切りに、日本国内の放送局へ勤務した経験のある女性のフリーアナウンサー（吉田明世・NHK出身の武内陶子・フジテレビ出身の大島由香里など）、2023年にフジテレビへ入社した現職アナウンサーの原田葵（入社前は櫻坂46で活動）、名倉潤（ネプチューン）が扮する「ナグラット潤子」（架空の放送局であるタイ国際放送出身のフリーアナウンサー）による一般常識やアナウンススキルのテスト企画を中心に出演。上記の「女性アナウンサー常識力個人テスト」[注 5]と、2024年8月12日放送分（2時間スペシャル）の「女性アナウンサーNo1決定戦!」[注 6]では、トップの成績で優勝している。
- ワイドナショー（2022年11月13日から「ゲストコメンテーター」として年に数回出演）

## 過去の出演・担当番組

### 毎日放送アナウンサー時代
- MBSニュース（テレビ・ラジオとも2019年7月まで不定期で担当[注 7]）
  - テレビについては、2017年7月から2018年3月まで、『報道特集』（TBSテレビ制作）内のローカルニュース・気象情報を定期的に担当していた[注 8]。

#### テレビ
- ちちんぷいぷい
  - 2013年10月から第3回大阪マラソンの直後まで、毎週水曜日に放送の期間限定企画「大阪マラソンへの道」に出演。山中などとのマラソン出場者と共に、千葉真子からコーチを受けていた。なお、同企画の終了後も、不定期で中継リポーターを担当。山本浩之がメインパーソナリティに加わることを記念した特別番組『ピカピカの一年生～ようこそ ちちんぷいぷいへ～』（2014年4月6日）では、当時単独でメインパーソナリティを務めていた先輩アナウンサー・西靖と共に司会を任された。
  - 2014年4月編成から、水曜日のアシスタント兼「コレカラコレクション」（同曜日17時台のVTRロケ企画）のリポーターとして、本格的にレギュラー出演を開始。同年10月から2015年3月までは、かつて前田阿希子（当時の先輩アナウンサー）が務めていた金曜日のアシスタントや、同曜日のVTRロケ企画「京都おところものがたり」のリポーターも務めていた。アシスタントの担当曜日を水曜日に固定してからは、水曜日の本番前などに収録するVTRロケ企画で、リポートを担当することがあった。
  - 2015年4月からは、当時エンディングで放送されていた「血液型ぷいぷい占い」のナレーターに起用。同年8月から「ラッキーワードくじ」に代わった後も、2017年9月の放送終了までナレーションを続けた。また、石田英司がレギュラーで出演していた2017年9月までは、「石田ジャーナル」（石田によるニュース解説・特集コーナー）のVTRナレーターを不定期で担当。2014年と2015年には、毎年8月に放送される「高校生カレー甲子園」のアシスタントを前田から引き継いでいた。
  - 金曜日では、前田がアシスタントに復帰した2015年4月から、「金曜うきうき生中継」（隔週放送）のリポーターを担当。同年10月から2016年4月中旬までは、「女子が行きたい生中継」→　「女子が主役の生中継」→　「女子が主役の☆印」のリポーターとして、ほぼ毎週出演していた。2016年4月下旬から2017年9月までは、「週末こんなんどうですか?」→「この目で確かめたい!」（月1回放送の生中継コーナー）で間寛平[注 9]と共にリポーターを務めていた。
  - 金曜日のアシスタントを前田に交代してからも、生中継の担当や他番組の収録と重ならない週には、水曜日に加えて他の曜日のアシスタントも随時担当[注 10]。水・金曜以外の曜日の放送でも、海外取材企画（「リアル世界くん」など）でのリポーター[注 11]として出演することがあった。
  - 毎日放送への入社前にも、芸術系大学への進学が叶わず大阪で進路の変更を模索していた時期に、インタビューを偶然受けたことがある[6]。入社後の2017年7月5日（水曜日）には、全編のアシスタントを務めるかたわら、レギュラー番組では初めて視聴者に向けて自身の結婚を発表した[34]。
  - 「ちちんぷいぷい生き物係」としては、2016年頃まで、放送曜日を問わず取材やリポートを随時任されていた。 2017年10月4日以降の水曜日には、アシスタントを続けるかたわら、「こちらぷいぷいお天気部!!」というコーナーを広瀬や前田智宏（気象予報士で元・福井放送アナウンサー）と共に担当[注 12]。「お天気部」の発足時点では唯一の「部員」であった[注 13]ため、2018年5月までは、金曜日を中心に日本各地へのロケ取材に赴いていた（同年6月から11月まではスタジオ進行とVTRのナレーションに専念）。
  - 2018年4月から5月中旬までは、アシスタントや「ぷいぷいお天気部員」として水曜日への出演を続けながら、木曜日の「これどうなん?ニュース10」（北海道放送・南日本放送・宮崎放送との同時ネットパート）内で報道系の取材リポートを担当していた。産前産後休暇を前に、同年11月28日（水曜日）放送分で降板[注 14]。翌週（12月5日放送分）からは、2度の産前産後休暇を経て2018年4月からアナウンサーとしての活動を再開した松本が、2019年3月まで水曜日のアシスタントを引き継いでいた。
- ヒミツの実家ちゃん 家族のルール大辞典（2013年12月24日、アシスタント）
  - 毎日放送への入社後初めて出演したバラエティ番組。
- VOICE （生中継のリポートを不定期で金曜日に担当）
  - 2013年12月にハルカス300展望台とグランフロント大阪、2016年6月24日に『ちちんぷいぷい』との合同企画でREDHORSE OSAKA WHEEL観覧車内、2016年10月28日にUSJからの生中継でリポーターを担当。他のレギュラー番組の生出演や収録と重ならない週に、上記以外の施設・イベント会場から生中継を実施する場合にも、不定期でリポーターを務めている。
  - 竣工直後のハルカス300展望台からのリポート（2013年12月21日放送分）で、（テレビ・ラジオを通じて）生中継にデビュー[35]。ホラー系のイベントを苦手にしている（前述）にもかかわらず、2016年のUSJリポートでは、「ハロウィーン・ホラー・ナイト」（2010年から毎年秋の夜間に開かれるイベント）の模様を（毎日放送以外の放送局を含めた）テレビ番組初の生中継で伝えた。
- 第93回全国高校ラグビー大会ハイライト（2013年度）
  - 小島瑠璃子キャスターの取材企画「コジルリの花園S1」でナレーターを担当。
- 吉本陸上競技会 - 会場アナウンス兼リポーター（2013年・2014年）
- ごぶごぶ（フリーアナウンサーへの転身後も出演）
  - 毎日放送のアナウンサー時代には、『MBS若手アナウンサーおすすめ茶屋町めぐり』（2014年2月4日放送分）で、先輩アナウンサーの福本晋悟・福島暢啓と共に、浜田雅功[注 15]や東野幸治を「（毎日放送の本社がある）茶屋町のおすすめスポット」へ案内するガイド役で出演。『第一回もう一度見たい衝撃映像ランキング』（同年3月4日放送分）では進行役を務めた。
  - 毎日放送退社・フリーアナウンサー転身後の2020年にも、8月放送分の大阪市内ロケに、「相方」（ゲスト：4・11日放送分は貴乃花光司、18日・25日放送分は三代目 J SOUL BROTHERS from EXILE TRIBEの山下健二郎）を迎えて観光用の大型バスで移動中に収録するトークパートの進行役として同行した（放送上の肩書は「元MBSアナウンサー」）[36]。年頭から新型コロナウイルスへの感染が拡大している影響で関西地方でのロケを5ヶ月振りに再開することに際して、感染防止策の一環として浜田とゲストによる直接のクロストークを極力控えたことに伴う措置で、毎日放送が制作する番組への顔出し出演は退社後初めてであった。なお、9月放送分のロケでは観光バスを使用する機会がなく、10月以降の放送分のロケには毎日放送の現役アナウンサーから若干名が同行。
- みんなの甲子園 （2014年・2015年）
  - 2014年には、ナビゲーター・赤星憲広のアシスタントとして取材・進行を担当。2015年には、市川いずみと共にナビゲーターを務めた。
- 茶屋町　春の4まつり（2014年4月4日）
  - 毎日放送の本社新館（B館）のグランドオープンを記念した特別番組で、クイズの出題役およびアシスタントを担当。
- 痛快!明石家電視台 第6代アシスタント（2014年5月5日 - 2018年11月5日）
  - 爆笑問題をゲストに迎えた「明石家電視台1100回記念スペシャル」から、アシスタントを担当。就任前に収録された「MBSアナウンサー26人大集合スペシャル」（2014年4月7日放送分）や、毎日放送からの退社直前に収録した「実際どうなん!? MBSアナウンサー22人」（2019年11月25日放送分）にも、アナウンサーの1人としてゲストで出演した。
  - 2018年3月までは、ナレーターを兼務することや、ナレーションだけを担当することがあった。番組内企画「実際どうなん!?」からのスピンオフによる毎日放送開局65周年記念番組『痛快!明石家電視台スペシャル　実際どうなん!?大阪のテレビ』（2017年5月7日放送）でも、アシスタントとナレーターを務めていた。
  - 結婚発表の当日（2017年7月3日）に収録されたスタジオ企画「張本人登場!この記事説明させて」（同月31日放送分）では、進行役を担当する前に、「張本人」として結婚への経緯を視聴者や共演者に「説明」（報告）した。翌2018年に第1子を懐妊したことから、同年11月5日放送分の「実際どうなん!?MBSアナ17人」への出演を最後に卒業。2018年4月に入社したばかりの辻沙穂里が、アシスタントを引き継いだ[37]。
  - 毎日放送からの退社後も、「ゲスト」として特別企画に出演することがある。
    - 2021年には、3月8日・15日にレギュラー枠で放送の「3時間生放送直前!明石家電視台ヒストリー 30年総まくりスペシャル!」の収録（2月22日）に、歴代アシスタントの1人として自宅からのリモート中継で出演。当時第2子を懐妊したことに伴う措置だった[38]が、出産後には、「マッチングさんま」（自身のアシスタント卒業後に始まった企画）の「フリーアナウンサースペシャル」（2022年1月24日放送）でおよそ3年振りにスタジオ収録へ参加した。
- VVヴィッセル（2014年7月 - 11月および2015年4月 - 11月、関連会社のGAORAでも放送）
  - Jリーグのシーズン中に毎月（または隔月）1回のペースで水曜日の深夜に放送されていたヴィッセル神戸の情報番組で、河田・松本がMCを務めていた2014年には、同クラブの有望な若手選手を紹介するVTR取材コーナー「Vのしずく」のリポーターを担当。2015年には、産前産後休暇に入った松本に代わって、MC（河田との共同司会）に異動した。
- 選抜高等学校野球大会（2014年 、決勝戦中継のスタンドリポーター）
- 大阪マラソン生中継（2015 - 2017年）
  - MBSテレビ制作分の特別番組で、河田と共にMCを担当。
- ガンバ大阪・新スタジアムこけら落とし生特番!～4万人と一緒に魅力大発見スペシャル～（2016年2月14日、MC）
  - この日のPANASONIC CUP（Jリーグプレシーズンマッチ・ガンバ大阪対名古屋グランパスエイト戦）から本格的に運用を開始した市立吹田サッカースタジアム[注 16]の紹介と、試合のダイジェストを兼ねた特別番組。
- 林修と大阪vs東京会議（2016年3月16日放送の特別番組、アシスタント）
- ケンゴローサーカス団　→　ケンゴロー
  - 『ケンゴローサーカス団』時代の2016年6月21日放送分で、 「（前身番組の『ごぶごぶ』に続いてMCを務める）浜田雅功はウソつきか?」という企画の証言VTRに出演[39]。『ケンゴロー』への改称後も、2017年1月17日放送分の「MBSアナウンサースペシャル・前編」で、毎日放送本社内のロケに登場している[40]。
- 激突!選挙スタジアム2016 ぷいぷい×VOICE（2016年7月10 - 11日）
  - 『激突!選挙スタジアム2016』（TBS制作・全国ネットの第24回参議院議員通常選挙開票特別番組）のうち、『ちちんぷいぷい』と『VOICE』の共同企画としてMBSが関西ローカル向けに差し替えたパートで、スタジオ進行や議席獲得状況の紹介などを担当。
- 激撮!直撃!!スクープ　秘蔵映像全部見せます（2016年11月3日・2017年3月20日） - 『ちちんぷいぷい』の放送枠・コーナー編成を活用した生放送の報道特別番組で、アシスタントを担当。
- MBS開局65周年記念特別番組　「アートの日」アーッと驚く!カンサ偉ジン博覧会（2017年3月25日、関西ローカルで11:58 - 16:00に生放送）[注 17]
- 京都知新
  - レギュラー版（毎週日曜日の6:15 - 6:30に関西ローカルで放送）のナレーター・升毅と共に、2017年・2018年の1月1日に放送された『新春スペシャル』のナビゲーターを担当。
- オールザッツ漫才アシスタント（2017年）
  - 毎日放送アナウンサーからの起用は、2009年の斎藤に次いで2人目。起用前の2013年にも、『オールザッツ漫才が100倍楽しくなるTV』（2013年11月24日 - 12月24日に6回放送されたPR番組）でナレーターを担当していた。
- コトノハ図鑑（不定期）
  - レギュラー版の放送開始時点（2018年7月）で懐妊していたため、産前産後休暇に入るまでは、毎日放送アナウンサー室で収録したトークパートや（現役アナウンサー全員で取り組む）チャレンジ企画にのみ出演。休暇の前週（11月23日）に放送された「略語のコトノハ」トークパートへの出演を最後に、産前産後休暇へ入った。
  - 2019年3月28日放送分（木曜深夜枠での最終回）の「期末テスト」（総集編）から、ナレーターとして復帰。放送枠を日曜日の早朝へ移動した後は、同年7月の放送分から調査ロケにも登場していた[41]。10月31日付で毎日放送を退社するため、福島とのコンビで担当した9月1日放送分の「“音読み”と“訓読み”のコトノハ」調査ロケで出演を終了。
- + music 第3代ナレーター（2019年7月9日 - 9月17日）

以下の番組には、「ドリームズ・カム・クルーズ」の3日目（2016年10月15日）に、ツアーの最終目的地・屋久島（鹿児島県）からの生中継で出演。
- せやねん!
- あっぱれ!屋久島ツアー 神秘の島でパワーをもらっちゃおうスペシャル（南日本放送との共同制作番組）

以下はいずれも、MBSテレビ（毎日放送東京本社）の制作によるTBS系列全国ネット番組。
- 林先生が驚く初耳学!…1億3000万人が出題者（2015年1月2日）
  - メイン出演者の林修に向けてさかなクンが出題した「カツオの模様は釣り上げられた瞬間に激変する」という問題の検証VTR（和歌山県串本町で収録）でリポーターを担当。
- プレバト!! 第2代アシスタント（2015年4月2日 - 2019年1月3日） 
  - テレビ・ラジオを通じて、全国ネット番組に初めてレギュラーで出演。産前産後休暇へ入るまでは、『痛快!明石家電視台』の公開収録（隔週月曜日）や、『ちちんぷいぷい』水曜日への全編生出演（いずれも毎日放送本社のスタジオで制作）などとの兼ね合いで、基本として隔週火曜日に東京への出張扱いで東京メディアシティでの公開収録に臨んでいた。
    - 前述した『100%!アピールちゃん』（当番組と同じく水野雅之がプロデューサーを務める東京支社制作の全国ネット番組）で明かしたところによれば、上記の日帰り出張で利用していた新幹線への乗車中に（当時交際中だった）夫が悪性リンパ腫へ罹患していることを電話で初めて知らされてからは、自律神経失調症に相当する症状が乗車中にだけ現れていたという（後にいずれも完治・寛解）[42]。

  - 番組への出演に加えて、番組内企画である「才能査定ランキング」からの派生イベントを開催する[注 18]場合に、単独で司会を務めることがあった。
  - 2017年1月2日には、当番組のPRを兼ねて、『人気番組対抗ドッキリアワード』（TBSテレビ制作・全国ネットの特別番組）に登場した。同月5日放送の新春3時間スペシャル「俳句の才能査定ランキング」のスタジオ収録中に、同番組との連動企画で、コミッショナー（司会）の浜田雅功と査定員の夏井いつき（俳人）が梅沢富美男（レギュラーゲスト）に対してドッキリを仕掛けたことによる（詳細）。
  - 産前産後休暇を機に、2019年1月10日放送分の収録から、アシスタントを後輩アナウンサーの玉巻映美に交代。放送上は、アシスタントの退任→毎日放送からの退社後も、担当期間中の映像を回顧企画（総集編など）で随時使用している。
- 全日本ご当地ニュースグランプリ〜ワタシの取材によりますと〜（2016年2月6日） - MC・谷原章介のアシスタントを担当
- ツウぶってる芸能人はリアル通?芸能界スッカスカ博覧会（2017年9月26日、リポーター） - 浜田がMC、後輩アナウンサーの藤林温子がアシスタントを務めた特別番組で、「京都通芸能人」の1人として出演した杉本彩の京都ロケに同行。

以下はいずれも、TBS制作・JNN系列全国ネットの特別番組。
- 神がかりハプニング　プラチナ映像アワード
  - 2013年12月25日放送分と2015年1月11日放送分に、毎日放送代表として出演。2013年の放送分で、全国ネット番組へのデビューを果たした。
- 音楽の日（2014年8月2日）
  - 野外ライブイベント「情熱大陸SPECIAL LIVE」（毎日放送主催）の大阪会場である万博記念公園もみじ川芝生広場から、玉置浩二が出演するパートの中継リポーターとして出演。玉置が『田園』を披露した際に、「本人からの呼び掛けで、イベントに帯同していた青田典子（2010年に玉置と結婚）と一緒にステージへ上がって3人で合唱する」というハプニングがあった。

以下の番組はいずれも、毎日放送の関連会社・GAORAで放送。
- ごるふる（2014年1月 - 6月） -  ゴルフの初心者でありながら、単独（または先輩のスポーツアナウンサー・馬野雅行との共同）MCや、ロケVTRのナレーターを担当。
- 藪恵壹と岩本勉のBRAIN GOLF（2014年12月） - 最初の2回分だけナレーターを担当

以下は毎日放送が主催する公開収録イベントで、収録会場のMC・司会を担当。後日放送のダイジェスト番組に登場することもあった。
- サントリー1万人の第九（2014年 - 2017年） 
  - 松本の後任で、羽鳥慎一と共に会場（大阪城ホール）の司会を担当。第34回公演（2016年）のダイジェスト番組『1万人の第九Presents 発見!理由（ワケ）ありクラシック』（同年12月23日からMBSテレビおよびTBSテレビ系列局の一部で順次放送）では、公演ダイジェストVTRのナレーターや、公演後にスタジオで収録したクイズ企画[注 19]の進行役・出題VTRナレーターも務めた。
- ならピ!（奈良県文化会館 →　やまと郡山城ホールで2013年から年に1回開催中のピアノコンサート）
  - 2014年2月22日に開催された第2回から、西靖（会場をやまと郡山城ホールに変更した2017年の第5回まで）→福島（2018年の第6回のみ）と共に、会場の司会やダイジェスト番組の進行を担当。
- 神戸コレクション（2014年  -  2018年） 
  - 毎日放送入社当時の先輩アナウンサーだった吉竹史（2014年2月からフリーアナウンサーに転身）の後任として、同年8月30日開催の『2014 AUTUMN/WINTER』から、2018年3月3日開催の『2018 SPRING/SUMMER』まで、敦士と共に会場（ワールド記念ホール）のMCを担当。ダイジェスト番組にも随時登場していた。

#### ラジオ
- MBSうたぐみ Smile×Songs 水曜パートナー（2013年10月2日 - 2014年3月26日）
  - 2013年9月11日（水曜日）の放送で、当時同曜日のパートナーだった吉竹の代理として、『MBSニュース』以外のラジオ番組へ初出演。吉竹が同月25日放送分で卒業したことを機に、レギュラーで起用された。
- 河田直也&桜井一枝のうきうき土曜リクエスト（2014年7月19日） - 同日から2日間開催された「梅田ゆかた祭2014」のイベントPRを兼ねて、先輩アナウンサーの大吉と共に、名物コーナーの「朗読クイズ」へ浴衣姿で参加[43]。
- 大晦日バラエティ　こんばんわパラちゃん年の瀬ですょ!（2014年　- 2017年） - アシスタント
  - 『こんちわコンちゃんお昼ですょ!』からのスピンオフによる大晦日夕方～夜間の生放送番組で、「パラちゃん」（メッセンジャーあいはら）がパーソナリティを担当。2015年のみ、『こんちわパラちゃん年の瀬ですょ!』というタイトルで12:30 - 20:00に放送された。『 - 年の瀬ですょ!』として10:30 - 17:45に放送された2018年版については、産前休暇中のため、先輩アナウンサーの武川智美がアシスタントを担当。
- ネットワーク1・17「20年～大震災と向き合う日々」（2015年1月26日、第52回ギャラクシー賞でラジオ部門の優秀賞に選出）
  - 母体番組『ネットワーク1・17』のパーソナリティでもある先輩アナウンサー・千葉猛と共に進行役を担当[44]。
- MBSラジオ演芸　ヤングスネーク杯（芸歴5年以内のお笑い芸人を対象にした演芸コンテスト） - 2015年開催の第4回大会で、笑い飯と共に司会を担当。
- MBSマンデースペシャル 川崎亜沙美の女子ラジオ（2016年5月9日）
- キングコング西野のおとぎ町レディオ（2016年10月31日から半年に1回のペースで放送）  
  - 西野亮廣（キングコング）の冠番組で、坪田信貴（2018年9月まで『上泉雄一のええなぁ!』火曜パートナー）と共にレギュラーで出演。 自身の産前産後休暇などによる休止期間をはさんで、2019年9月14日まで6回放送された。
- スマラジw金曜日「ナジャとアナの虹色レインボー」 パートナー（2017年1月6日）
- MBSマンデースペシャル　よしもと新喜劇次世代サミット! 進行役（2017年5月1日）
- 日本盛プレゼンツ 居酒屋阿希子（2017年9月2日・9日・30日[注 20]）
  - 「MBSアナウンサー貸切営業」という特別企画のゲストとして出演[注 21]。
- ナジャ・グランディーバのレツゴーフライデー（2017年11月3日・2018年11月30日）
  - いずれも、 「ナジャじゃジャーナル」（18時台）のキャスターを担当。
- かけましておめでとう!私の“人生最大のヒット曲”スペシャル（2018年1月2日の10:30 - 18:00に生放送） 
  - 浅越ゴエ・ヤナギブソン（いずれもザ・プラン9）および大平サブローがパーソナリティを務めた特別番組で、玉巻と交互にアシスタントとして出演[注 22]。

以下の番組には、いずれも不定期で出演。
- ヤングタウン日曜日 - アシスタント代理[注 23]、他のレギュラー出演者の代理[45]、ゲスト[注 24]として随時登場。
- 上泉雄一のええなぁ!
  - 放送枠を平日の夕方へ移した2015年度以降は、『ちちんぷいぷい』への生出演や他番組の収録がない日に、シフト勤務の一環で『MBSニュース』（16時台後半）と『ネットワークTODAY』（17時台）を随時担当。本編でも、「知ってええなぁ!ちなみNEWS」（16時台前半のコーナー）で進行役を務めることがあった[注 25]。
  - 毎日放送からの退社前月（2019年9月）には、先輩アナウンサーでもある上泉雄一の夏季休暇中だった11日（水曜日）に、『豊崎由里絵のええなぁ!』と称して全編のパーソナリティ代理を務めた。
- 松井愛のすこ～し愛して♥
  - 通常は『上泉雄一のええなぁ!』と同様に、番組内の「MBSニュース」を随時担当。先輩アナウンサーでもある松井愛の夏季休暇に当たる週の1曜日に、『豊崎由里絵のすこ～し愛して♥』と改題したうえで、パーソナリティ代理として全編に出演することもあった[注 26]。

#### フリーアナウンサーへの転向後も担当

##### テレビ
- ミント! （毎日放送アナウンサー時代の2019年4月4日から出演）
  - テレビ・ラジオを通じて、第1子の出産後初めてのレギュラー番組で、2019年9月27日までは木・金曜日のアシスタントを担当。「Newsミント!」（16:30 - 17:10に編成される関西ローカルニュースパート）には出演しなかったが、18時台にフラッシュニュースを単独で伝えていたほか、本編のロケ取材やVTR企画のナレーターも随時担当していた。
  - ナレーションを担当するVTR企画のうち、水曜日の18時台に編成されている「わざわざシャンプー　てつじ編」→「わざわざグルメ調査隊」（シャンプーハットてつじと毎日放送アナウンサーの辻沙穗里→山崎香佳がコンビでリポーターを務めたグルメロケ企画）については、2019年8月28日放送分の「わざわざグルメ調査隊」で辻に代わって香川県高松市でのロケに同行。アシスタントを退いてからも、「わざわざグルメ調査隊」に限って最終回（2021年3月3日放送分）までナレーションを続けていた[46]。
  - 『おうちにいようよ（→あしたのために） ちちんぷいぷい&ミント!』（新型コロナウイルスへの感染拡大防止策の一環で2020年4月20日から5月29日まで編成）では、「わざわざグルメ調査隊」が放送されなかったことから、「聞いてよ大吉!今日の拡散希望さん」（大吉がMCを務める水 - 金曜日の特別企画）で水曜分のVTRナレーションを担当。

### フリーアナウンサーへの転向後

#### テレビ
- 渋野日向子、独白〜今日、本音を語ります〜（RSK山陽放送、2020年1月26日） - ナレーター
  - 毎日放送からの退社後初めて、他局制作の番組に出演。RSKの契約アスリート（プロゴルファー）である渋野へのインタビューで構成された特別番組で、RSKの放送対象地域（岡山県・香川県）向けの先行放送を経て、2020年2月8日の14:00 - 14:54にBS-TBSで全国向けに放送された。
- 踊る!さんま御殿!!（日本テレビ、2020年2月25日・2022年8月23日） - ゲスト
  - 2020年2月25日放送分の「関西女ローカル対決」に、兵庫県出身女性の代表で神戸市出身の政井マヤ（フジテレビ出身のフリーアナウンサー）と揃って登場。アミューズ所属後初めての出演番組および、毎日放送以外の放送局が制作する番組への初登場であったことから、放送上「さんまの（冠番組である『痛快!明石家電視台』の）アシスタントを5年間担当　元・毎日放送　豊崎由里絵アナ」と紹介された。
  - アミューズへの所属を機に竹内由恵と家族ぐるみで親しく交流していること[47]から、2022年8月23日放送分の「芸能界のお友達6組!互いの不満ぶっちゃけスペシャル」には、「お友達の1組」として竹内と揃って出演した[48]。
- 男子テニスATPツアー2021開幕スペシャル～錦織選手・西岡選手・内山選手に色々聞いてみた～（GAORA、2021年2月20日） - ナレーター
- 東大王（TBSテレビ、2021年9月15日） - 毎日放送では、『魔法のレストラン』（自社制作番組）を編成している関係で同時ネットを見送った[49]が、遅れネット方式で2021年10月20日に関西ローカルで放送。
- 潜在能力テスト（フジテレビ、2021年11月16日） - 自身と同じくアミューズに所属している吉田・竹内、馬場ももこ（佐渡テレビジョン・テレビ金沢出身のフリーアナウンサー）と共に、草野満代（NHK出身のフリーアナウンサー）率いる「女子アナ軍」の一員として出演。吉田・竹内との共演は初めてであったが、関西テレビでは『やすとも・友近のキメツケ!※あくまで個人の感想です』（自社制作番組）を編成している関係で同時ネットを見送った[50]。
- 7つの海を楽しもう!世界さまぁ〜リゾート[注 27]（TBSテレビ、2021年12月5日） - ゲスト
- 100%!アピールちゃん（毎日放送、2022年1月24日） - 詳細前述
- なるみ・岡村の過ぎるTV（朝日放送テレビ、2024年9月2日） - 地元の明石市を特集した回のスタジオゲストとして出演。同郷で、アナウンサーとしての同期生にも当たる北條瑛祐（同局アナウンサー）との共演も果たした。

以下はいずれも、フジテレビ制作の番組。
- ホンマでっか!?TV 2時間スペシャル（2021年8月11日） - 明石家さんまの冠番組の1つで、「TVフリーアナお悩み相談」に竹内・馬場・大島・神田および、石井亮次（元中部日本放送→CBCテレビ）と揃ってゲスト出演。
- THEスピリット～闘魂レスラー発掘プロジェクト～（フジテレビ、2023年1月10日 - 3月13日に関東ローカルで放送） 
  - テレビではフリーアナウンサーへの転身後初めてのレギュラー番組で、放送上の肩書は「進行兼リアクター」。
- 川島明の芸能界㊙︎通信簿（フジテレビ、2023年7月22日に関東ローカルで放送）- 「毎日放送への在籍中に、同局のアナウンサー試験を受けていたことで面識があった」という森香澄（テレビ東京出身のフリーアナウンサー）と番組で初めて共演[51]。

以下はいずれも、関西テレビ制作の番組。
- 胸いっぱいサミット!（2020年4月11日・4月25日・7月25日・11月7日） - ゲストパネラー 
  - 2回目までは「関西えらいこっちゃニュース」（生放送での討論企画）のみ、以降は事前収録企画にも出演。
- お笑いワイドショー マルコポロリ!「フリー女子アナスペシャル」（2020年7月5日）
  - 『プレバト!!』の前任アシスタントであった枡田および、前述した馬場と揃ってゲスト出演。メッセンジャーあいはらや月亭八光が、パネラーとして同席した。
- 2時45分からはスローでイージーなルーティーンで→1時50分からはスローでイージーなルーティーンで（通称『スロイジ』）
  - 『2時45分 - 』（「2時45分」からの関西ローカル向け1時間番組）時代の2021年8月9日（月曜日）放送分を皮切りに、スタジオパネラーとして出演。『2時45分 - 』には、2022年3月3日に木曜日の放送へ初めて登場したことによって、パネラーが固定されていた水曜以外の全曜日への出演を経験した。
  - 本人曰く「準レギュラーに相当する扱いを受けている」とのことで、出演を重ねるにつれて、番組側も「スロイジファミリー（の1人）」として放送で紹介。『2時45分 - 』時代には、生放送の前に収録されるロケ企画にも、2022年6月から随時登場していた。
  - 放送時間を5分短縮したうえで放送開始時刻を「1時50分」（13:50）へ繰り上げた2023年4月3日（月曜日）から、番組のタイトルを『1時50分 - 』へ変更するとともに、他のフジテレビ系列局の一部でもフルネットで放送。自身はこの日から木曜以外の平日に『モーニングFLAG』のキャスターを務めているが、4月5日（水曜日）放送分を皮切りに、東京（TOKYO MXの本社が所在する半蔵門メディアセンター内のスタジオ）で同番組の本番に8:30まで臨んでから関西テレビ本社（大阪市北区）のスタジオへ月に1回程度のペースで登場していた。
  - 『2時45分 - 』時代からの通算出演回数は20回で、『1時50分 - 』最終回前週の2023年9月22日（金曜日）放送分までスタジオに出演。
- ちまたのジョーシキちゃん
  - 2022年1月14日放送分に初めて出演したが、スタジオへ登場したのはこの回のみで、2023年に入ってからロケ企画へ定期的に登場。同年4月21日放送分の「コレ安かってん自慢」（激安ショップへの取材ロケ企画）を皮切りに、関西地方で営業しているスーパーマーケット・ディスカウントストア・ホームセンターをテーマに据えた回で、なるみ（自身と同じ2児の母親）や黒田などと共にショッピングや試食のロケに臨んでいた。
- やすとも・友近のキメツケ!※あくまで個人の感想です（2022年9月6日・12月20日／2023年2月28日・6月20日・11月14日／2024年3月19日・10月8日） - ゲストパネラー
- 池上彰の関西人が知らないKANSAI（2024年1月9日放送の第8回） - 「関西のスター」（パネラー）の1人としてゲストで出演
  - 池上は『ちちんぷいぷい』の「ぷいぷい顧問団」に名を連ねていたため、毎日放送のアナウンサー時代にも同番組で随時共演していた。

以下はいずれも、『プレバト!!』と同じく浜田が司会を務める全国ネット番組。
- ダウンタウンDX「女性アナウンサースペシャル」（読売テレビ、2021年7月15日）
  - 第2子の出産後初めて出演した東京収録の全国ネット番組で、中村・神田愛花（元NHK・大島由香里（元フジテレビ）・大神いずみ（元日本テレビ）・塩地美澄（元秋田朝日放送）と揃ってゲスト出演[52]。
- オオカミ少年（TBSテレビ、2021年8月20日）
  - アナウンサーとしての同期（2013年の民放局入社組）に当たる鷲見玲奈（テレビ東京出身のフリーアナウンサー）とのコンビで、クイズの解答者としてスタジオ収録に参加。
- 水曜日のダウンタウン（TBSテレビ、2021年10月13日） - ゲストパネラー

以下はいずれも、テレビ大阪制作の番組。
- 世界遺産のオモテウラ（2020年12月13日の14:00 - 14:55に関西ローカルで放送された第1回）- 世界遺産検定の2級に認定されているあばれる君と共に、世界遺産の1つである高野山ロケでリポートを担当。
- 片っ端から喫茶店 Season.4（2022年5月3日・10日・17日）
- 天神祭さんぽ～歩けば分かる浪花の今昔～（2022年7月25日）
  - テレビ大阪が1982年の開局から2019年まで天神祭の本宮当日（7月25日）の夜に関西ローカルで毎年編成してきた（奉納花火・船渡御などの）生中継の代替番組で、当日の15:32 - 16:29に放送。高島幸次（大阪天満宮文化研究所で研究員を務める歴史学者）の案内で天神祭と縁の深いスポットをモーリー・ロバートソンと共に巡るロケを開催前（同月上旬）に収録したうえで、『ちちんぷいぷい』金曜日のレギュラーパネラーだった桂吉弥がナレーションを付けた。
  - 奉納花火・船渡御・テレビ大阪による生中継の再開が決まった2023年には、宵宮（7月24日）の17:30 - 18:29に、「天神祭2023予習復習スペシャル」と銘打って再放送を実施[53]。

以下はいずれも、TOKYO MXの東京ローカル向け番組。
- 田村淳の訊きたい放題（2021年8月14日・2022年11月19日） - 本来のアシスタントである中村仁美（自身と同じくアミューズに所属しているフジテレビ出身のフリーアナウンサー）の休暇に伴う代演。初回の代演では、当時居住していた大阪から（他局を含めても）東京ローカル向けの番組に初めて登場していた。
- 堀潤モーニングFLAG
  - コメンテーター：2023年1月23日
  - キャスター（月 - 水曜日および金曜日担当）：2023年4月3日 - 2024年9月27日
    - 平日の全曜日で早朝に編成されている生放送番組へのレギュラー出演は、毎日放送のアナウンサー時代を含めても初めてであった[54]。
    - 月・火曜日には、『ミント!』のリポーターだった杉浦みずき（当時は同志社大学の学生）が、セント・フォース所属のフリーアナウンサーとして豊崎と再び共演していた。『ミント!』では「スタジオでのサブキャスター（豊崎）と生中継が主体のリポーター（杉浦）」という間柄で「画面上の共演」に終始していたが、『モーニングFLAG』では、杉浦が「TOKYOインフォメーション」のキャスターとしてスタジオに同席。2023年8月には、YouTube版の「とよチャンネル」では初めて、他チャンネルとのコラボレーション企画が杉浦の個人チャンネルとの間で実現するに至った[55][56]。
    - 2024年東京都知事選挙執行日（7月7日）の夜には、TOKYO MXが『選挙FLAG  都知事選開票特番』（『モーニングFLAG』がベースの開票特別番組）を編成したことを受けて、『選挙FLAG』のスタジオキャスターを堀潤（『モーニングFLAG』のメインキャスターで元・NHKアナウンサー）と共に任されていた。
      - 選挙特別番組については、毎日放送在籍中（『ちちんぷいぷい』水曜アシスタント時代）の2016年7月11日に、『激突!選挙スタジアム2016』（TBSテレビ系列における第24回参議院議員通常選挙の開票特別番組）で関西ローカル向けの開票速報を三澤肇（毎日放送の元・アナウンサーで当時は報道局の解説委員）と共に担当していた（当該項で詳述）。選挙特別番組で全般の進行まで任されることは、同局のアナウンサー時代や国政選挙を含めても、2024年の東京都知事選挙における『選挙FLAG』が初めてであった。

#### ラジオ
- PEACE with Love（MBSラジオ、2022年12月3日 - 2023年3月25日）
  - 榛葉健（毎日放送のプロデューサーで番組の発起人）・大平修蔵（ファッションモデル）と共にレギュラーで出演。MBSラジオを含めた毎日放送グループが制作する番組へのレギュラー出演は、毎日放送からの退社・フリーアナウンサーへの転身後初めてであった。

## 関連人物
- 山中真
- 河田直也
- 大吉洋平
- 吉竹史
- 明石家さんま
- 間寛平
- 浜田雅功
- 小泉エリ
- 松本麻衣子
- 市川いずみ
- 広瀬駿
- 前田智宏
- 浜田尊弘
- 竹内由恵
- 榛葉健
- 堀潤
- 泉房穂 - 「いつでも・どこでも・だれでも 手を伸ばせば本が届くまち 明石」のナレーションを任された時期の兵庫県明石市長で、市長職を退任した2023年5月から『堀潤モーニングFLAG』→『堀潤Live Junction』のコメンテーターを随時担当。